# 卡拉玛经

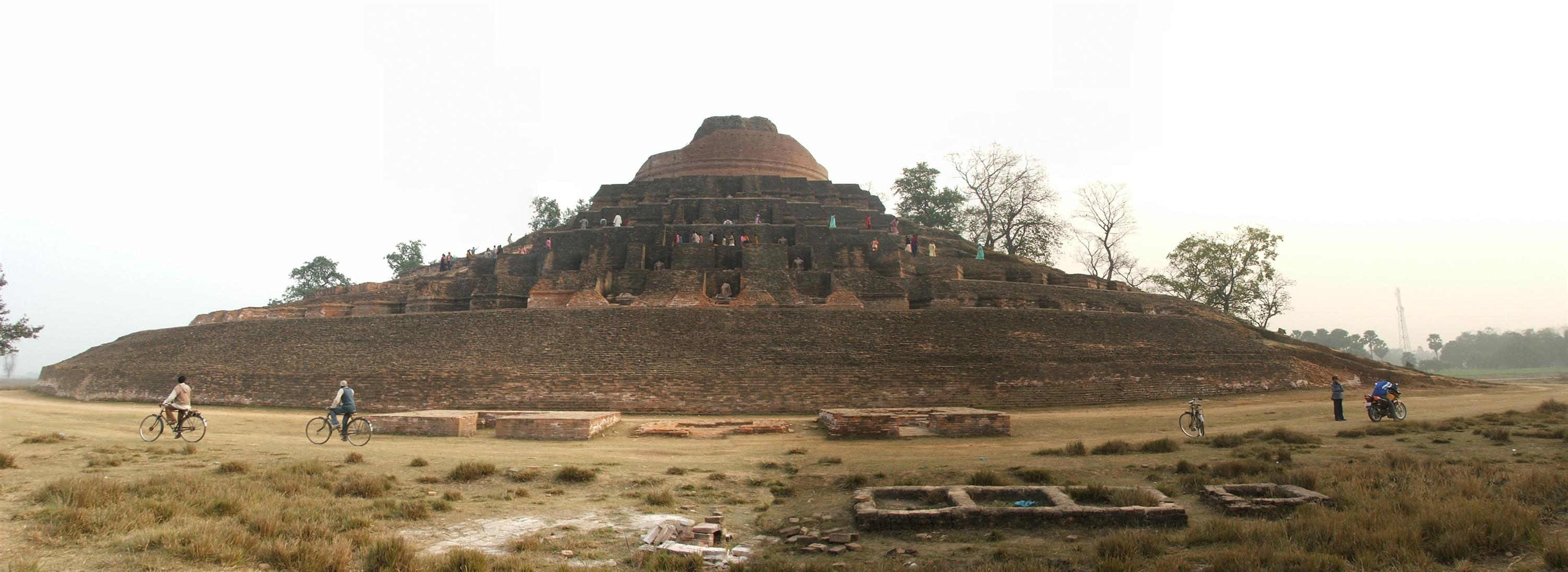
印度比哈尔邦的羈舍塔，佛陀在此传授《卡拉玛经》

羈舍子經（巴利語：/Kesaputta Sutta或/Kesamutti Sutta），通稱伽藍族經、迦羅摩人经或卡拉玛人经（英語：Kalama Sutta），上座部佛教经典，载《巴利大藏经·增支部》第三集第65经。其主要讲述佛陀在羈舍子村（今羈舍）对伽藍族（卡拉玛族）的教诲。
其对应的汉传佛教经典载于《大正新修大藏经·中阿含经·業相應品》中《伽藍經》第六卷。

## 简介
伽藍人因各宗派教义不同，而不能分辨是非真假，故向佛陀请教。佛陀对该问题讲述了《羁舍子经》，意在告诉人们：不要立即接受或相信任何事情，以免成为他人（包括佛陀本人）的知识奴隶。佛陀并为此总结了十准则（此准则出於上座部巴利藏，汉传大正藏無）：

1. 勿信风说；
2. 勿信传说；
3. 勿信臆说；
4. 勿信于藏经之教相合之说；
5. 勿信基于寻思者；
6. 勿信基于理趣者；
7. 勿信熟虑于因相者；
8. 勿信审虑忍许之见相合；
9. 说者虽堪能亦勿予信；
10. 虽说此沙门是我之师亦勿予信之。

如果坚持这十种准则，就能够做到远离贪嗔痴三毒，在此生就能得到四种内心安乐：
1. 第一种安乐：他会想：“我不确定此世有无轮回，有无因果业报。但若它们存在，我死后肯定会出生在美好世界中。”[7][8]
2. 第二种安乐：他会想：“我不确定此世有无轮回，有无因果业报。即使没有，我仍然在死后可以为自己和家人博得美德。”[9][10]
3. 第三种安乐：他会想：“若恶人有恶报，那么我不对任何人怀有恶意，不造恶业，我将来肯定不会遇到不幸。”[11][12]
4. 第四种安乐：他会想：“若恶人没有恶报，那么至少我能做到无愧于他人。”[13][14]